# Собек (хребет)
Собек (Собексан) (на корейски: 소백산맥, 小白山脈, Sobaek Sanmaek или Sopaek Sanmaek) е планински хребет, извисяващ се в южната част на Южна Корея, който се явява югозападно разклонение на Източнокорейските планини. Дължината му от север на юг е около 300 km, а височината – до 1594 m. В южната му част се издига изолираният масив Чирисан с височина до 1915 m, най-високият връх в Южна Корея. Явява се главен вододел в Южна Корея между реките, течащи на изток към Японско море, и тези, течащи на запад към Жълто море. Изграден е предимно от гранити, гнайси и кварцити. Има остро гребеновидно било и стръмни склонове. Разработват се находища на злато (в Кимчхон) и молибденова руда (в Чансу). Склоновете му са покрити с широколистни (дъб, ясен) и смесени (с примеси от смърч, бор) гори, а в южните части – вечнозелени гори.